# Liangfang (köpinghuvudort i Kina, Jiangxi Sheng, lat 27,21, long 114,04)
Liangfang är en köpinghuvudort i Kina. Den ligger i provinsen Jiangxi, i den sydöstra delen av landet, omkring 240 kilometer sydväst om provinshuvudstaden Nanchang. Antalet invånare är 27 274. Befolkningen består av 14 071 kvinnor och 13 203 män. Barn under 15 år utgör 25,0 %, vuxna 15-64 år 63 %, och äldre över 65 år 11,0 %.
Runt Liangfang är det ganska tätbefolkat, med 192 invånare per kvadratkilometer. Närmaste större samhälle är Qinting, 13,3 km sydväst om Liangfang. I omgivningarna runt Liangfang växer i huvudsak blandskog.
Genomsnittlig årsnederbörd är 2 072 millimeter. Den regnigaste månaden är maj, med i genomsnitt 322 mm nederbörd, och den torraste är oktober, med 28 mm nederbörd.